# Nové Město nad Metují

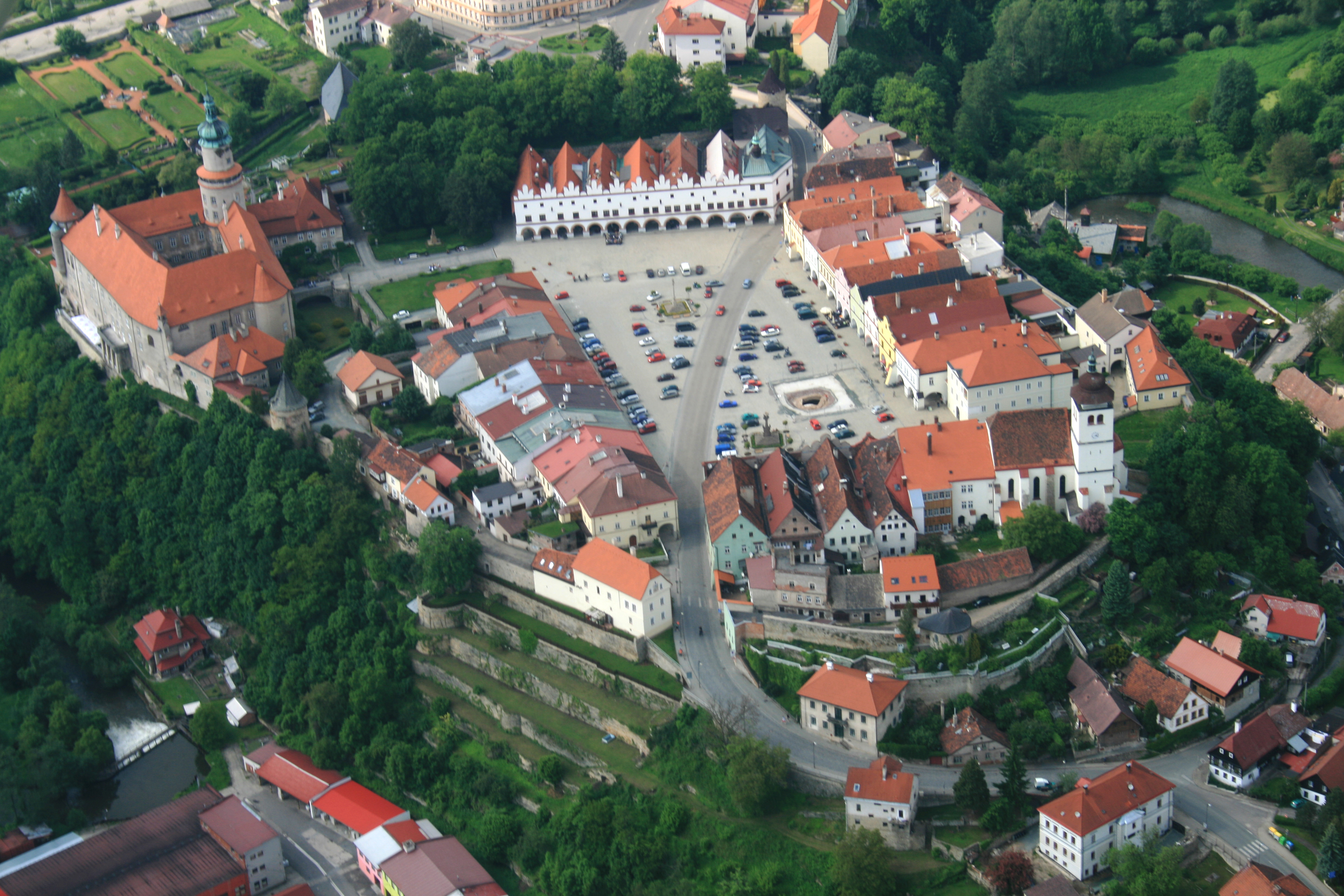
Luftaufnahme

Nové Město nad Metují (deutsch Neustadt an der Mettau) ist eine Stadt im Okres Náchod in Tschechien.

## Geographie
Nové Město nad Metují liegt im Vorland des Adlergebirges. Die Stadt zählt zu den schönsten Renaissancestädten Tschechiens und steht unter Denkmalschutz. Sie liegt auf einem Felsenvorsprung, der von drei Seiten von der Metuje (dt. Mettau) umflossen wird.
Nachbarorte sind Přibyslav und Náchod im Norden, Nový Hrádek und Slavoňov im Osten, Dobruška im Süden, Černčice und Nahořany im Südwesten, Doubravice (dt. Daubrawitz) und Provodov-Šonov im Westen und Václavice im Nordwesten. Westlich liegen das Naherholungsgebiet und der Stausee Rozkoš.

## Geschichte

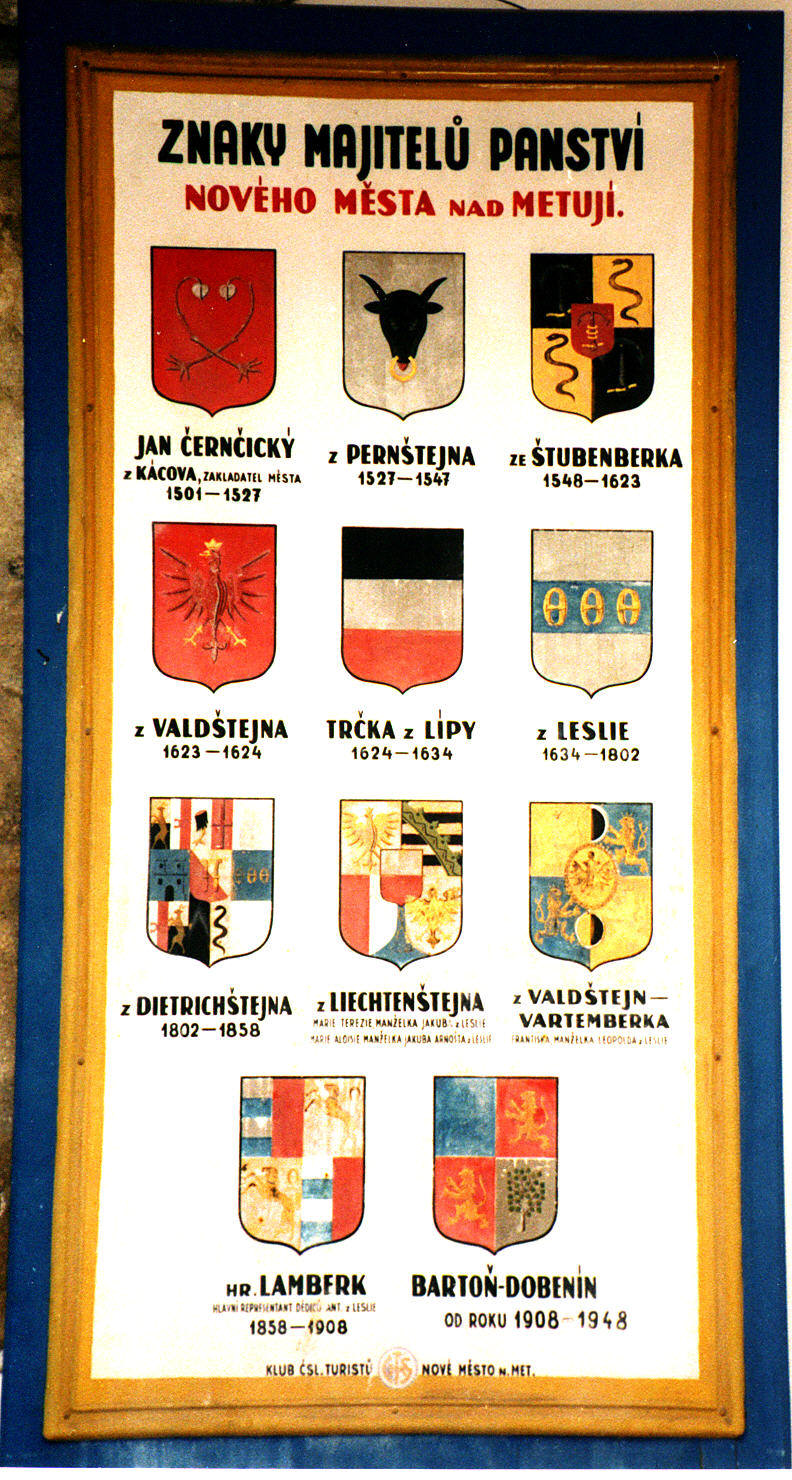
Wappentafel am Schloss in Nové Město

Der Ort wurde im Jahre 1501 von Jan/Johann Černčický von Kácov, dem das benachbarte Städtchen Krčín gehörte, als „Hradiště Nové Město nad Metují“ gegründet. 1503 übertrug er ihm die Rechte und königlichen Privilegien des Städtchens Krčín, das dadurch zu einem Dorf herabsank. Nachfolgend ließ er einen rechteckigen Marktplatz und ein Kastell anlegen. Auf der Südseite des Marktes entstand die Kirche zur Hl. Dreifaltigkeit. Durch die Privilegien – zu denen u. a. das Marktrecht, das Recht, Zoll zu erheben und Bier zu brauen, gehörten – folgte eine rasche wirtschaftliche Entwicklung. Zu dieser Zeit gehörten 16 Dörfer zur Herrschaft Nové Město.
Nach dem großen Stadtbrand von 1526 erwarben die Herren von Pernstein Stadt und Herrschaft. Sie beriefen italienische Baumeister und gestalteten den Marktplatz mit einheitlichen Fassaden, Dachgiebeln und Arkaden im Stil der Renaissance um. Auch das Kastell wurde erweitert und umgebaut. Nach dem Tod des Johann von Pernstein verkauften dessen Erben den Besitz.
Die nächsten Besitzer waren die aus der Steiermark stammenden Herren von Stubenberg aus der protestantischen Linie dieser Adelsfamilie. Sie ließen das Kastell zu einem Renaissanceschloss umbauen und erweitern. Da Rudolf von Stubenberg am böhmischen Ständeaufstand beteiligt war, wurden Stadt und Herrschaft nach der Schlacht am Weißen Berge 1620 durch den Kaiser konfisziert.
Stadt und Herrschaft gingen anschließend an Albrecht von Wallenstein über, der den Besitz an Maria Magdalena Trčka von Lobkowitz verkaufte. Sie residierte mit ihrem Mann Jan Rudolf Trčka von Lípa auf Opočno und verkaufte Stadt und Herrschaft Neustadt 1628 ihrem Sohn Adam Erdmann Trčka von Lípa. Da die Trčka von Leipa auf ihren Gütern eine gewaltsame Rekatholisierung durchführten, kam es 1628 zu einem Aufstand der bäuerlichen Untertanen.
Nach der Ermordung des an der Seite Wallensteins stehenden Adam Erdmann Trčka von Lípa 1634 in Eger schenkte Kaiser Ferdinand II. in seiner Eigenschaft als König von Böhmen Stadt und Herrschaft Neustadt seinem Feldmarschall Walter Leslie, der einem schottischen Adelsgeschlecht entstammte und an dem Mordkomplott gegen Wallenstein und dessen Anhänger beteiligt war. Dieser ließ 1655 bis 1661 das Schloss durch Carlo Lurago im Stil des Barock umbauen. Walters Neffe Jacob von Leslie gründete das Kloster der mildtätigen Brüder mit Spital und der Kirche Mariä Geburt.
Nachdem die böhmische Linie der Leslies 1802 erloschen war, gingen Stadt und Herrschaft auf die Adelsfamilie von Dietrichstein und 1858 an deren entferntere Verwandten (von Liechtenstein, von Waldstein-Wartenberg, von Lamberg) über, die jedoch nicht in der Stadt residierten, was sich für Stadt und Herrschaft negativ auswirkte. Das Schloss blieb unbewohnt bzw. diente anderen Zwecken und verfiel allmählich.
Nach der Aufhebung der Patrimonialherrschaften wurde Neustadt 1848 zur selbstständigen Gemeinde, die ab 1850 zum Bezirk Neustadt an der Mettau gehörte.
1908 erwarb der Textilindustrielle Josef Bartoň Schloss und Herrschaft.
Die ab 1918 zur Tschechoslowakei gehörende Stadt wurde 1939 Teil des vom Deutschen Reich besetzten Protektorats Böhmen und Mähren, bei dem sie bis zum Kriegsende 1945 verblieb.
1948 wurde die Familie Bartoň-Dobenin durch den kommunistischen tschechoslowakischen Staat entschädigungslos enteignet. 1992 wurde das Schloss Nové Město an die Nachkommen von Josef Bartoň-Dobenin restituiert.

### Gutsherrschaft Tscherbeney
Die in der ehemaligen Grafschaft Glatz liegende Gutsherrschaft Tscherbeney, die auch die Orte (Bad) Kudowa (Chudoba), Straußeney (Stroužné) und Jakubowitz (Jakubovice) umfasste, gehörte ab den 1590er Jahren bis 1785 ebenfalls zur Herrschaft Neustadt a. d. M. In diesem Jahr wurde sie durch die Familie von Leslie an die Grafen Stillfried auf Neurode verkauft. Seit dem Ende des Zweiten Weltkriegs 1945 gehört das Gebiet zum polnischen Powiat Kłodzki.

## Ortsteile
Zur Stadt Nové Město nad Metují gehören die Ortschaften Bradla (Barren), Krčín (Rodwald), Spy (Spie) und Vrchoviny (Werchowin).

## Sehenswürdigkeiten
Das historische Stadtzentrum wurde 1970 zum städtischen Denkmalreservat erklärt.
- Schloss Nové Město nad Metují
- Der Marktplatz mit Renaissancehäusern und Laubengängen sowie dem Rathaus
- Die Kirche der Hl. Dreifaltigkeit in der Süd-Ost-Ecke des Marktplatzes wurde 1519 errichtet und erhielt 1540 ihre heutige Gestalt. Sie beherbergt alte Grabinschriften, eine Barockorgel, einen Altar und Fresken.
- Die Pestsäule wurde 1696 errichtet.
- Statue der Hl. Dreifaltigkeit, die 1767 als Dank für die Beendigung des Siebenjährigen Krieges aufgestellt wurde.
- Krčín, seit 1949 eingemeindet, gehört zu den ältesten Ortschaften in Ostböhmen. Die Heilig-Geist-Kirche mit dem Glockenturm stammt aus dem 13. Jahrhundert.

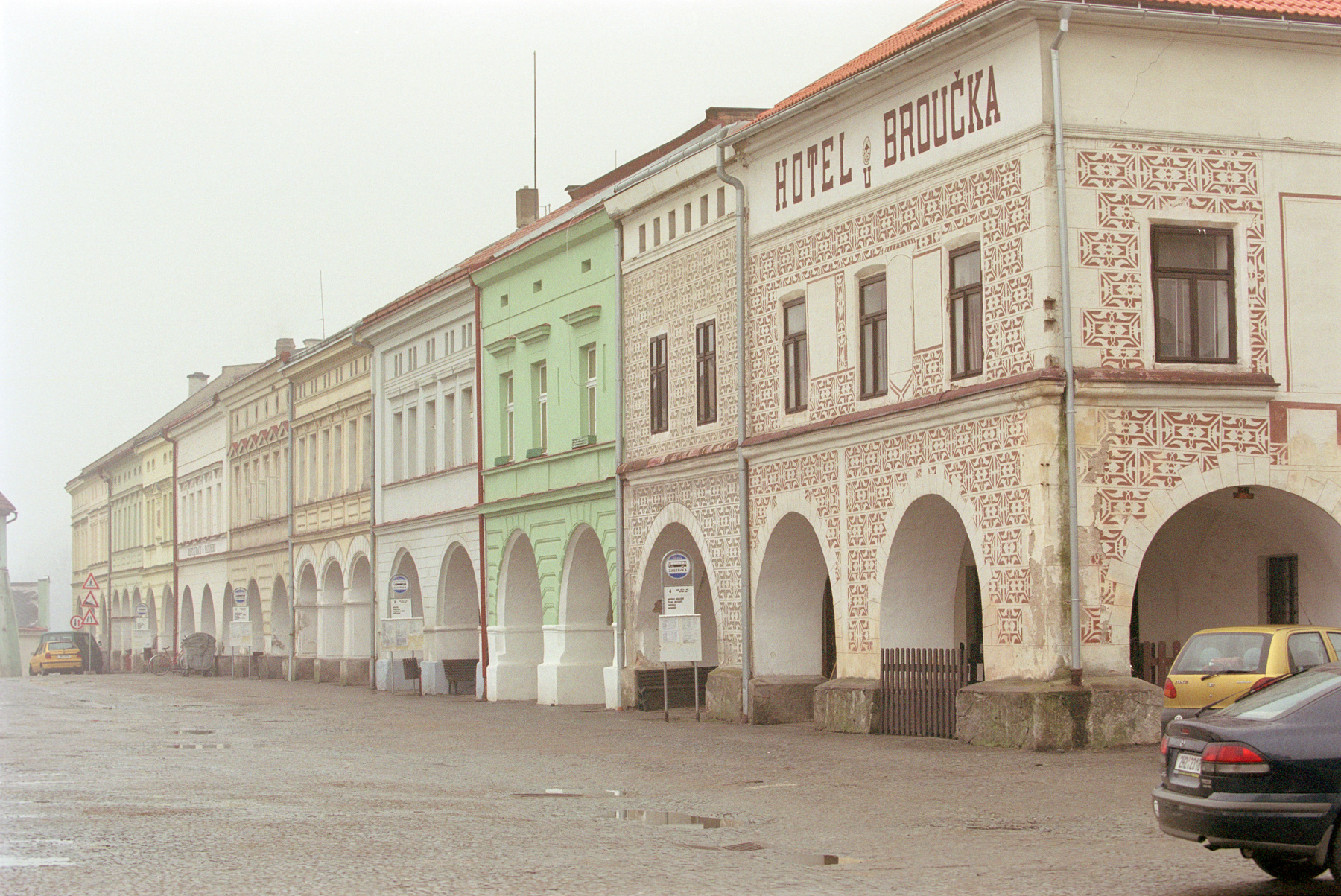
Häuserzeile am Markt mit Laubengängen
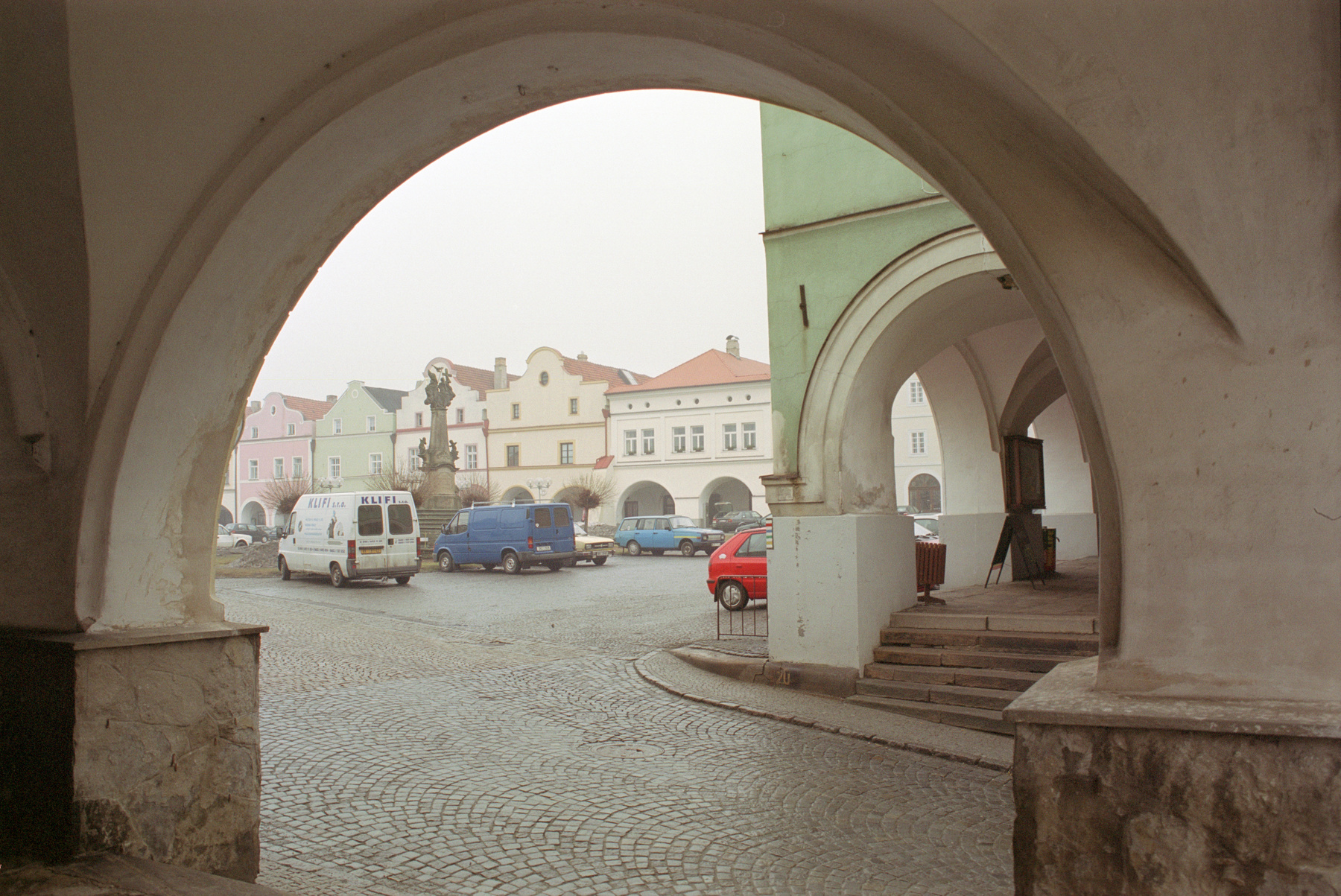
Laubengänge und Marktplatz
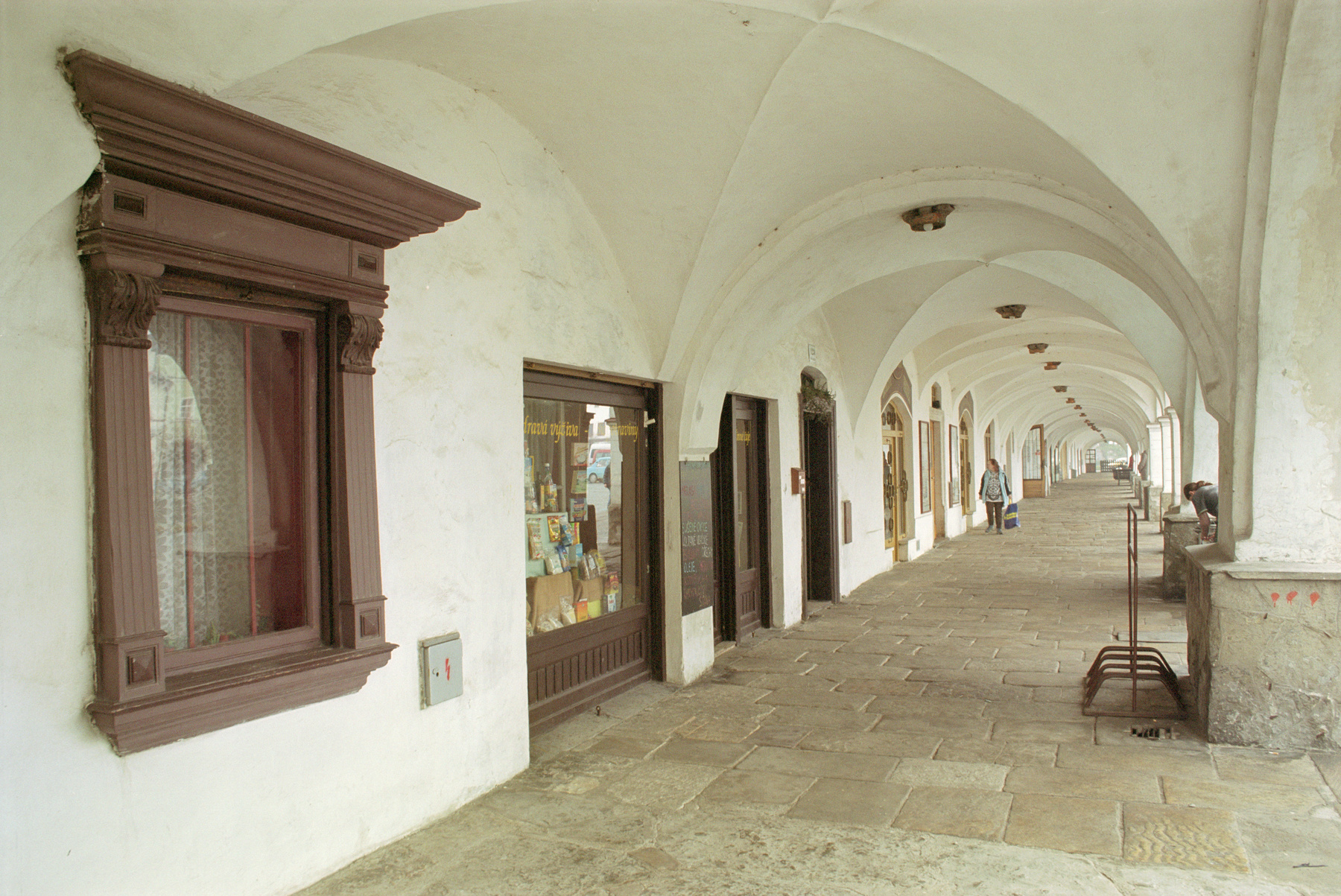
Laubengänge
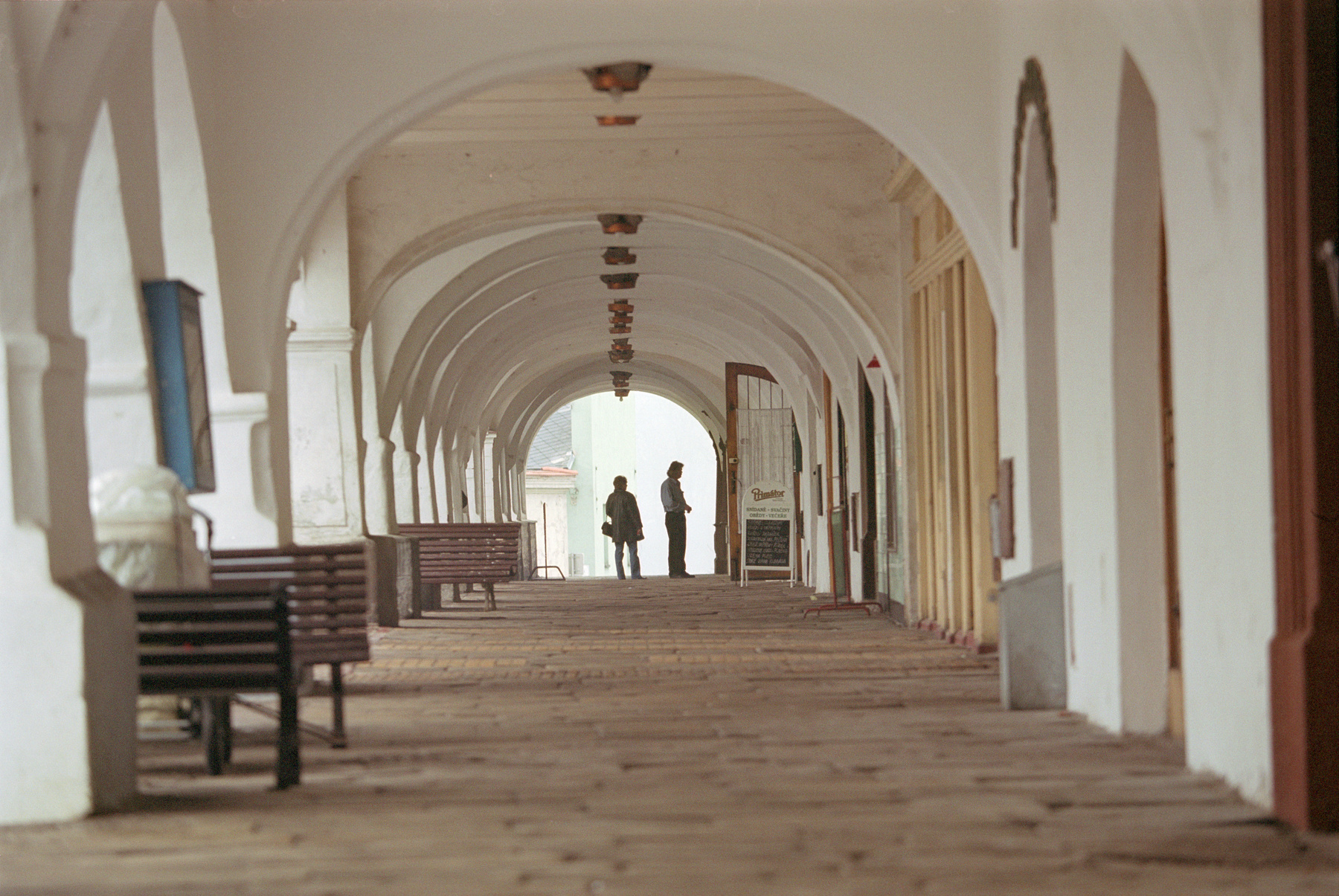
Laubengänge

## Sehenswürdigkeiten in der Umgebung

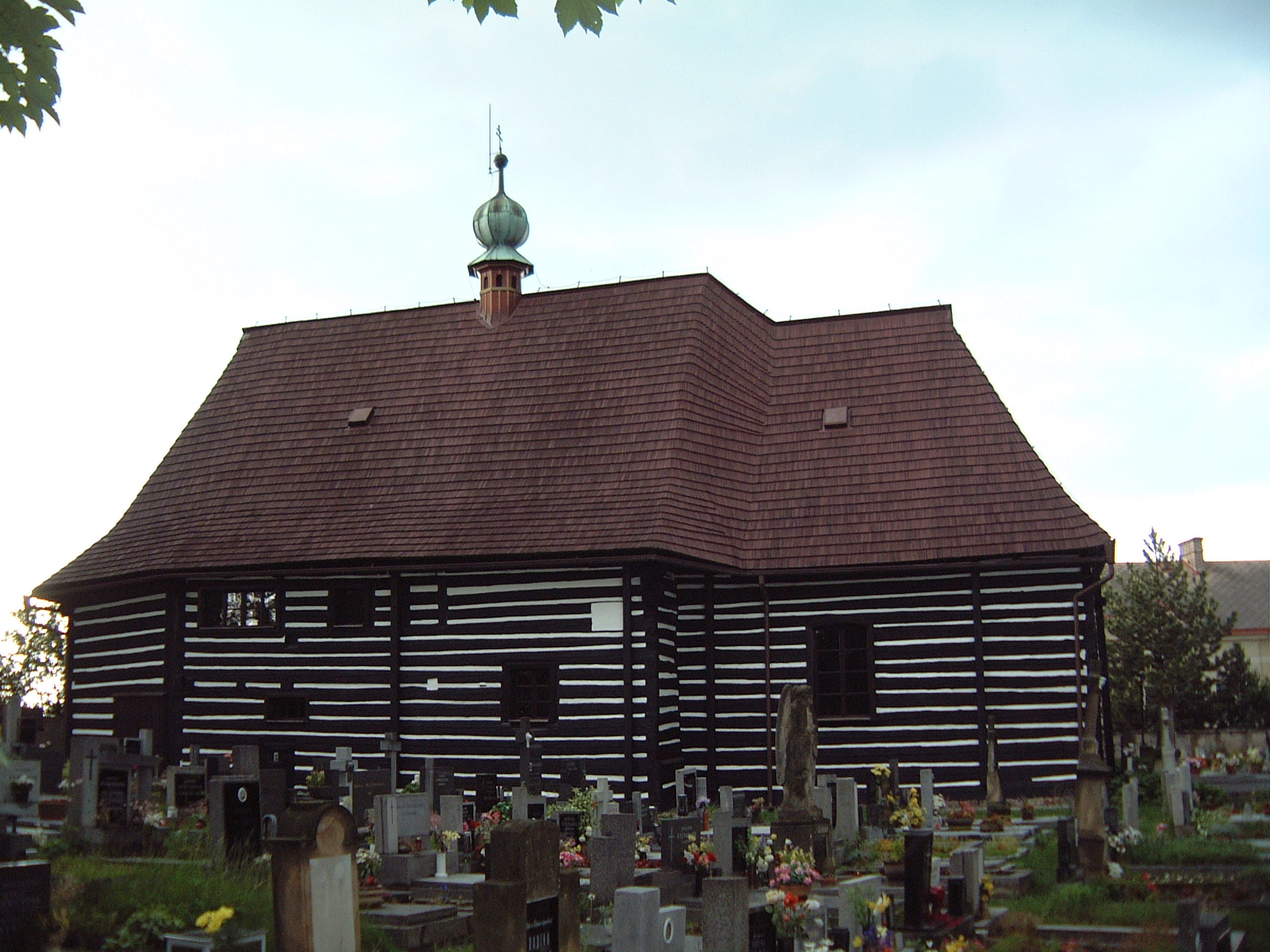
Holzkirche von 1553 in Slavoňov

- Die Holzkirche St. Johannes der Täufer in Slavoňov wurde 1553 an der Stelle einer älteren Kirche erbaut und 1705 mit Wandmalereien ausgeschmückt. Zusammen mit dem Glockenturm und dem Friedhof stellt sie ein einzigartiges Ensemble dar, das als Weltkulturerbe in die UNESCO-Liste aufgenommen wurde.
- Peklo / Pekelské údoli (Teufelstal): ein Ausflugsziel im romantischen Tal der Mettau, mit einer ehemaligen Mühle, die Anfang des 20. Jahrhunderts nach Plänen des Architekten Dušan Jurkovič zu einem Gasthaus umgebaut wurde.
- Burg Výrov, südöstlich von Nové Město[5]

## Wirtschaft
Nové Město nad Metují ist die Heimatstadt des ehemaligen tschechischen Baumschinenherstellers Stavostroj, der im Jahr 2005 von der Schweizer Ammann Group übernommen wurde.

## Söhne und Töchter der Stadt
- Johann Wilhelm von Stubenberg (1619–1663), Barockdichter und Übersetzer
- Jan Peter Straka von Nedabylic (1645–1720), Aristokrat und Philanthrop
- Philipp Josef Pick (1834–1910), Dermatologe
- Jan Milič Lochman (1922–2004), Pfarrer der Evangelischen Kirche der Böhmischen Brüder und Professor für Systematische Theologie an der Universität Basel
- Jiří Macháně (1940–2023), tschechischer Kameramann
- Pavel Brendl (* 1981), Eishockeyspieler

## Partnerstädte
Nové Město nad Metují ist Mitglied der Arbeitsgemeinschaft Neustadt in Europa, in der sich 37 Städte und Gemeinden mit der Ortsbezeichnung Neustadt aus Deutschland, Österreich, Ungarn, Tschechien, Polen, der Slowakei und den Niederlanden zusammengeschlossen haben. Im Jahr 2001 war Nové Město nad Metují Ausrichter des jährlich stattfindenden Neustadt-Treffens.
Partnerstädte sind:
- Duszniki-Zdrój, Polen
- Hilden, Deutschland
- Warrington, England